# Conocrinus
Genre
Conocrinus est un genre de crinoïdes pourvus d'un pédoncule de la famille des Bourgueticrinidae.
L'espèce Conocrinus lofotensis (M. Sars, 1868) fut le premier crinoïde pédonculé trouvé vivant (par Michael Sars en 1868), alors qu'on pensait ce groupe totalement éteint depuis des millions d'années. 

## Liste des espèces
Selon World Register of Marine Species (22 mars 2015) :
- Conocrinus cabiochi Roux, 1976
- Conocrinus cherbonnieri Roux, 1976
- Conocrinus globularis (Gislén, 1925)
- Conocrinus lofotensis (Sars, 1868) -- Espèce-type.
- Conocrinus minimus (Döderlein, 1907)
- Conocrinus poculum (Döderlein, 1907)